# The Madcap Laughs
| Recensione     | Giudizio |
| -------------- | -------- |
| AllMusic       |          |
| Ondarock       |          |
| Piero Scaruffi |          |

The Madcap Laughs è il primo album solista di Syd Barrett dopo essere stato rimpiazzato nei Pink Floyd da David Gilmour. È stato pubblicato nel gennaio 1970.

## Il disco
Dopo aver lasciato i Pink Floyd, Barrett iniziò le sessioni di registrazione dell'album con l'ex manager dei Pink Floyd, Peter Jenner nel maggio 1968. Nonostante le sessioni siano state brevi ed abbiano prodotto dell'ottimo materiale, il progetto fu abbandonato, mentre Barrett spese la maggior parte del suo tempo come un recluso.
Nell'aprile 1969, Malcolm Jones prese in mano il progetto discografico e Barrett iniziò a lavorare su nuovo materiale, mentre rilavorava le registrazioni del 1968. I musicisti delle sessioni sono i membri dei The Soft Machine, (Robert Wyatt, Mike Ratledge e Hugh Hopper), dei Quiver (Willie Wilson) e degli Humble Pie (Jerry Shirley), chiamati per migliorare la qualità delle canzoni di Barrett. Il suo stile di lavoro imprevedibile esasperò la squadra di produzione, e dopo diverse sessioni, furono chiamati alla produzione due musicisti noti a Syd Barrett.
Roger Waters e David Gilmour erano nel pieno del lavoro di completamento dell'ambizioso album dei Pink Floyd Ummagumma quando furono coinvolti in The Madcap Laughs quel luglio 1969 e aiutarono Barrett a completare il suo album.
Una delle caratteristiche dell'album è che le canzoni venivano spesso registrate prima con Barrett e la sua chitarra acustica. In seguito il musicista saltava o aggiungeva nuove battute, provocando alcuni malumori tra i musicisti di supporto obbligati a seguire le imprevedibili registrazioni. Dopo diversi mesi di registrazioni intermittenti, l'album fu finalmente completato.
Octopus è stato estratto come singolo nel novembre 1969 e l'album stesso fu immesso sul mercato nel gennaio 1970. Esso raggiunse la posizione n°40 nella classifica del Regno Unito e fu ben recensito, anche se alcune critiche non mancarono di segnalare alcuni brani scarni e poco arrangiati, riflesso dello stato psicologico in cui versava Syd Barrett a quel tempo.

### Copertina

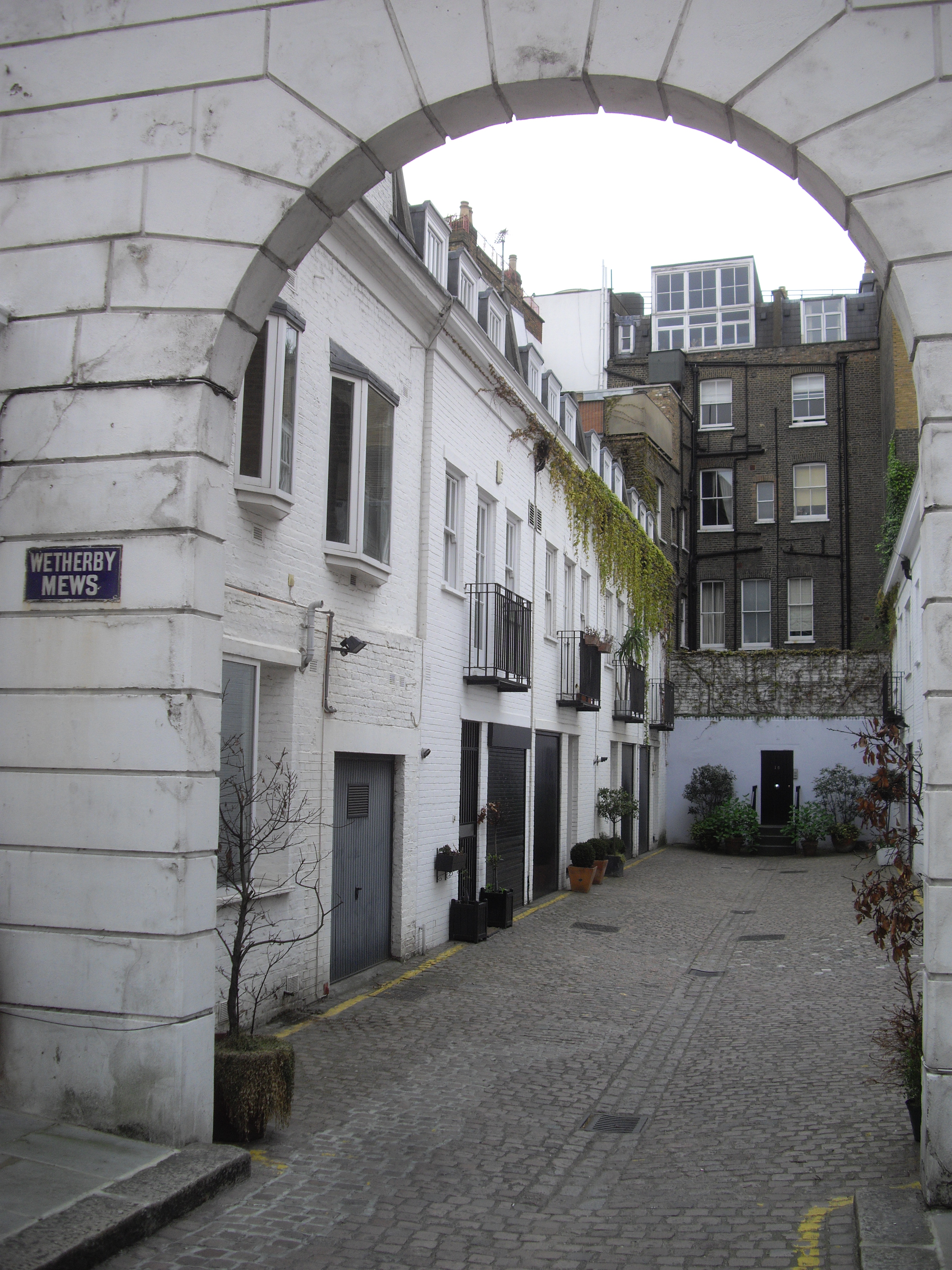
Le foto di copertina furono scattate nell'appartamento di Barrett a Wetherby Mansions, nel quartiere di Earl's Court, a Londra

La copertina dell'album venne realizzata dallo studio fotografico Hipgnosis su foto di Mick Rock.
Per la foto di copertina, Barrett dipinse appositamente il pavimento della sua camera da letto di Wetherby Mansions a strisce arancio e viola, spostando tutti i mobili e le sue chitarre contro la parete. La ragazza nuda che si intravede sul retro di copertina era la fidanzata di Syd Barrett di allora, nota a tutti come "Iggy l'eschimese" ("Iggy The Eskimo"). A proposito della sessione fotografica per la copertina, il fotografo Mick Rock raccontò: «Quando arrivai a casa sua per le foto di The Madcap Laughs, Syd era ancora in mutande... La sua ragazza del momento, "Iggy the Eskimo", era nuda in cucina... ». Iggy incontrò Barrett nell'estate del 1966, tramite la sua ragazza dell'epoca, Jenny Spires. Un anno dopo che Barrett si era trasferito a Wetherby Mansions, Iggy lo raggiunse quando Jenny lasciò Syd, prendendone il posto. Iggy non sapeva chi fosse Barrett, non sapeva che era stato nei Pink Floyd. Syd le aveva suonato qualche canzone che poi sarebbe apparsa sull'album, come Terrapin, che la ragazza aveva definito "molto orecchiabile". Nell'ottobre 2010, Iggy fu intervistata rivelando come il suo vero nome fosse Evelyn.

## Tracce
Lato A
Testi e musiche di Syd Barrett.
1. Terrapin (Prodotto da Malcolm Jones) – 5:04 – Registrazione 1, registrata l'11 aprile 1969, sovraincisioni aggiunte il 4 maggio 1969
2. No Good Trying (Prodotto da Malcolm Jones) – 3:26 – Registrazione 3, registrata l'11 aprile 1969, sovraincisioni aggiunte il 3-4 maggio 1969
3. Love You (Prodotto da Malcolm Jones) – 2:30 – Registrazione 4, registrata l'11 aprile 1969, sovraincisioni aggiunte il 3 maggio 1969
4. No Man's Land (Prodotto da Malcolm Jones) – 3:03 – Registrazione 5, registrata il 17 aprile 1969, sovraincisioni aggiunte il 4 maggio 1969
5. Dark Globe (Prodotto da David Gilmour e Roger Waters) – 2:02 – Registrazione 1, registrata il 5 agosto 1969
6. Here I Go (Prodotto da Malcolm Jones) – 3:11 – Registrazione 5, registrata il 17 aprile 1969

Lato B
Testi e musiche di Syd Barrett, eccetto Golden Hair, il cui testo è tratto da una poesia di James Joyce.
1. Octopus (Prodotto da Syd Barrett e David Gilmour) – 3:47 – Registrazione 11, registrata il 12 giugno 1969, sovraincisioni aggiunte il 13 giugno 1969
2. Golden Hair (Prodotto da Syd Barrett e David Gilmour) – 1:59 – Registrazione 11, registrata il 12 giugno 1969
3. Long Gone (Prodotto da David Gilmour e Roger Waters) – 2:50 – Registrazione 1, registrata il 26 luglio 1969
4. She Took a Long Cold Look (Prodotto da David Gilmour e Roger Waters) – 1:55 – Registrazione 5, registrata il 26 luglio 1969
5. Feel (Prodotto da David Gilmour e Roger Waters) – 2:17 – Registrazione 1, registrata il 26 luglio 1969
6. If It's in You (Prodotto da David Gilmour e Roger Waters) – 2:26 – Registrazione 5, registrata il 26 aprile 1969
7. Late Night (Prodotto da Pete Jenner e Malcolm Jones (sovraincisioni)) – 3:11 – Registrazione 2, registrata il 28 maggio 1968, sovraincisioni aggiunte l'11 aprile 1969

Edizione CD del 1994, pubblicato dalla Harvest Records (7243 8 28906 2 1)
Testi e musiche di Syd Barrett, eccetto dove indicato.
1. Terrapin – 5:04
2. No Good Trying – 3:26
3. Love You – 2:30
4. No Man's Land – 3:03
5. Dark Globe – 2:02
6. Here I Go – 3:11
7. Octopus – 3:47
8. Golden Hair – 1:59 (James Joyce (testi); Syd Barrett (musica))
9. Long Gone – 2:50
10. She Took a Long Cold Look – 1:55
11. Feel – 2:17
12. If It's in You – 2:26
13. Late Night – 3:11
14. Octopus (Takes 1 & 2) (Prodotta da Syd Barrett e David Gilmour) – 3:09 – Bonus Track - Registrata il 12 giugno 1969
15. It's No Good Trying (Take 5) (Prodotta da Malcolm Jones) – 6:22 – Bonus Track - Registrata l'11 aprile 1969
16. Love You (Take 1) (Prodotta da Malcolm Jones) – 2:28 – Bonus Track - Registrata l'11 aprile 1969
17. Love You (Take 3) (Prodotta da Malcolm Jones) – 2:11 – Bonus Track - Registrata l'11 aprile 1969
18. She Took a Long Cold Look at Me (Take 4) (Prodotta da David Gilmour & Roger Waters) – 2:44 – Bonus Track - Registrata il 26 luglio 1969
19. Golden Hair (Take 5) (Prodotta da Pete Jenner) – 2:28 (James Joyce (testi); Syd Barrett (musica)) – Bonus Track - Registrata l'8 giugno 1968

## Formazione
- Syd Barrett – voce, chitarra
- Vic Saywell – corno
- David Gilmour – basso; batteria in Octopus
- Jerry Shirley – batteria
- Willie Wilson – percussioni

Altri musicisti
- Mike Ratledge - tastiere in No Good Trying e Love You
- Hugh Hopper - basso in No Good Trying e Love You
- Robert Wyatt - batteria in No Good Trying e Love You

Personale tecnico
- Hipgnosis - Fotografia, Progetto della copertina
- Peter Jenner - produzione
- Malcolm Jones - produzione
- Phil McDonald - tecnico
- Peter Mew - tecnico
- Mike Sheady - tecnico
- Jeff Jarratt - tecnico
- Tony Clark - tecnico